# Woran wir uns erinnern …
Woran wir uns erinnern … ist ein DDR-Dokumentarfilm aus dem Jahr 1984.

## Inhalt
Der Regisseur Roland Steiner ist 35 Jahre alt und stellt in dem Film neun Menschen vor, die wie er im Jahr der DDR-Gründung (1949) geboren wurden. Es sind drei Frauen und sechs Männer: eine Verkäuferin, zwei Ingenieure, zwei Fabrikarbeiter, eine Krankenschwester, ein „freischaffender Spielmann“, die Schauspielerin und Regisseurin Christine Harbort sowie der Rockmusiker Peter Gläser. Sie erzählen aus ihrem privaten und beruflichen Lebensweg, von der frühen Kindheit in der Nachkriegszeit bis in die Gegenwart. Zwischen den Interviewszenen werden alte Fotos der Protagonisten gezeigt sowie Aufnahmen, die sie bei der Arbeit oder im Kreis ihrer Familie zeigen.

## Produktion
Der Film wurde vom DEFA-Studio für Dokumentarfilme produziert und kam am 14. September 1984 in die Kinos. Am 11. Oktober 1984 lief er auch in der Bundesrepublik, beim Internationalen Filmfestival Mannheim.
Kritische Aussagen wurden von den Zensurbehörden aus dem Film herausgekürzt, sodass Roland Steiner sich später von dem Film distanzierte:

„Die Leute haben damals vor der Kamera über alles gesprochen, […] über ihre Sorgen, über die Mauer. […] Nach der Verstümmelung des Films, für die ich mich mit verantwortlich fühlte, weil ich sie zuließ, wollte ich nicht mehr weiterarbeiten.“

## Rezeption
„Das soziologisch interessante Kollektivporträt einer nachdenklichen Generation wurde von den Zensurbehörden der DDR so lange gestutzt, bis nur noch der Torso eines um Wahrheit bemühten Films erhalten blieb.“